# Lamya Essemlali
Pour les articles homonymes, voir Essemlali.
Lamya Essemlali, née en 1979 à Gennevilliers (Hauts-de-Seine), est une militante associative écologiste et antispéciste française.
Elle est, depuis 2008, la présidente de l'association Sea Shepherd France, antenne française de l'organisation non gouvernementale Sea Shepherd Origins, qu'elle a cofondée en 2006. Elle est l'autrice de l'ouvrage Capitaine Paul Watson, entretien avec un pirate, paru en 2012. Elle assure aussi la vice-présidence du parti Révolution écologique pour le vivant (REV).

## Biographie

### Jeunesse et études
Lamya Essemlali naît en 1979 à Gennevilliers, au sein d'une famille d'origine marocaine. Sa mère est femme de ménage et son père est gérant d'une épicerie. Durant les vacances elle découvre l'univers de la mer à Casablanca avec sa mère marocaine pendant son enfance.
Elle obtient un baccalauréat économique et social, avant d'aller travailler quelques mois aux États-Unis pour financer des études de communication à son retour.
Militante écologiste, elle est titulaire d'un master en sciences de l'environnement obtenu à l'université Pierre-et-Marie-Curie (Paris VI) et d'un grade d'associé en communication des affaires. 

### Carrière et militantisme

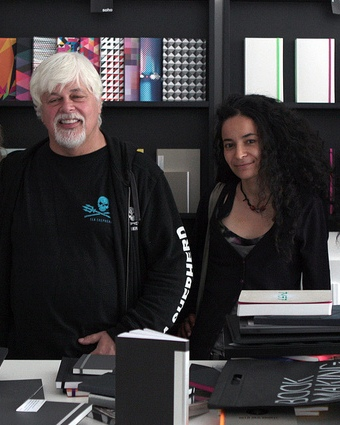
Paul Watson et Lamya Essemlali en 2015.

Lamya Essemlali rencontre lors d'une conférence à Paris en 2005, Paul Watson, le fondateur de la Sea Shepherd Conservation Society. Cette rencontre la convainc de s’engager dans une campagne de l'ONG contre les baleiniers japonais.
Ensemble, ils fondent en 2006 Sea Shepherd France, association à but non lucratif de conservation de la faune et de la flore marines,, dont Lamya Essemlali devient la présidente en 2008. L'ONG mène notamment des actions dans la Manche contre les navires-usines, des patrouilles à Mayotte pour sauver les tortues des braconniers, des campagnes de sensibilisation du grand public, et a créé un centre de soins pour animaux marins.
Elle participe à la fondation de Rewild,, une organisation créée par sept associations (dont Sea Shepherd France) spécialisées dans la défense, la sauvegarde, la saisie, le soin et la réhabilitation d’animaux sauvages victimes de trafics ainsi que la protection de leurs habitats naturels, et prend la co-présidence de ce collectif. Cette organisation achète le zoo de Pont-Scorff fin 2019 avec pour objectif de libérer ou de placer les 560 animaux sauvages qui y sont présents, pour ensuite transformer le zoo en centre de réhabilitation pour animaux sauvages. À la suite de conflits internes, le projet échoue, la société gérant le zoo est mise en redressement judiciaire et le zoo est repris pour devenir Les Terres de Nataé. Elle mobilise également Sea Shepherd France en septembre 2022 pour sauver un rorqual échoué en Bretagne.
Elle est aussi vice-présidente du parti antispéciste Révolution écologique pour le vivant (REV), fondé en 2018 par Aymeric Caron. En 2020, elle est candidate aux élections municipales comme tête de liste dans le 14e arrondissement de Paris, dans le cadre d'une alliance entre la REV et La France insoumise. Elle recueille 3,5 % des voix et arrive en 6e position à l'issue du premier tour.

## Publications
- Capitaine Paul Watson, entretien avec un pirate, Glénat, 2012  (ISBN 9782723486910)[15],[16]
- Paul Watson - Sea Shepherd, le combat d’une vie, Glénat, 2017  (ISBN 9782344025109)

### Contributions à des ouvrages collectifs
- « Lutter, quand bien même il n'y aurait plus aucune raison d'espèrer. Un témoignage depuis les îles Féroé », dans Laurent Testot et Laurent Aillet (direction), Collapsus : Changer ou disparaître ? Le vrai bilan sur notre planète, Éditions Albin Michel, 2020, 352 p. (ISBN 978-2-22644-897-2).

### En littérature jeunesse
En 2019, les éditions jeunesse Evalou proposent à Lamya Essemlali, alors présidente de Sea Shepherd France, de créer une collection d'albums illustrés intitulée « Captain Paul » qui présentent les aventures du fondateur de Sea Shepherd, Paul Watson, sans arme ni violence, à destination des enfants de 3 à 8 ans. Celle-ci accepte l'idée et permet la création de cette collection qui offre aux enfants le moyen de se familiariser avec les campagnes de Sea Shepherd sans images dérangeantes.

### Filmographie, médias
- Émission Coup de pouce pour la planète avec Lamya Essemlali du 11 septembre 2010 sur TV5.
- Séries télévisées Justiciers des mers (Whale wars) et la série dérivée Viking Shores (en) diffusées sur Discovery Channel et RMC Découverte relatant les campagnes des équipages du Sea Shepherd.